# Louie Anderson
Pour les articles homonymes, voir Louie et Anderson.
Louie Anderson, né le 24 mars 1953 à Saint Paul (Minnesota) et mort le 21 janvier 2022 à Las Vegas (Nevada), est un acteur, scénariste et producteur américain.

## Filmographie

### comme acteur

#### Cinéma
- 1984 : Jouer c'est tuer (Cloak & Dagger) : second chauffeur de taxi
- 1986 : À toute vitesse (Quicksilver) de Thomas Michael Donnelly : Tiny
- 1986 : La Folle Journée de Ferris Bueller (Ferris Bueller's Day Off) de John Hughes : livreur de fleurs
- 1986 : Ratboy de Sondra Locke : Omer Morrison
- 1988 : The Wrong Guys (en) de Danny Bilson : Louie Anderson
- 1988 : Un prince à New York (Coming to America) de John Landis : Maurice
- 1992 : Bébé's Kids (en) de Bruce W. Smith : Security Guard #1 (voix)
- 2004 : Back by Midnight : Game Show Host
- 2002 : Do It for Uncle Manny : Tow Truck Driver
- 2020 : Coming 2 America de Craig Brewer : Maurice

#### Télévision
- 1984 : Mike Douglas Presents : invité / comédien
- 1995 : Life with Louie (en) : Louie Anderson / Andy Anderson (voix)
- 1996 : The Louie Show (en) : Louie Lundgren
- 1996 : Au-delà des maux (For Hope) : Date #3
- 2016 : Baskets : Christine Baskets . Avec ce rôle, il gagne l'année même Emmy award du meilleur second rôle masculin de comédie[2].

### Comme scénariste
- 1988 : The Johnsons Are Home (TV)
- 2001 : Laughing Out Loud: America's Funniest Comedians (vidéo)

### Comme producteur
- 1988 : The Johnsons Are Home (TV)